# Donashano Malama
Donashano Malama (Chililabombwe, 1º luglio 1987) è un calciatore zambiano, difensore del Nkana e della Nazionale zambiana.

## Carriera

### Nazionale
Ha esordito in Nazionale nel 2013.